# Danno assonale diffuso
Il danno assonale diffuso è una lesione cerebrale in cui si verificano estese lesioni in aree molto estese di sostanza bianca. Rappresenta uno dei tipi più comuni e devastanti di trauma cranico, ed è una delle principali cause di incoscienza e di stato vegetativo persistente dopo un grave evento traumatico al cranio. Questa condizione si riscontra in circa la metà di tutti i casi di trauma cranico grave e può rappresentare il danno primario nel caso di commozione cerebrale. Ciò porta spesso il paziente ad uno stato di coma, con oltre il 90% dei casi considerati gravi che non riprendono più conoscenza. Coloro che riescono a svegliarsi riportano comunque significativi deficit.
Il danno assonale diffuso può manifestarsi in ogni grado di gravità, da molto lieve a moderato a molto grave. La commozione cerebrale può essere un tipo più lieve di danno assonale diffuso.